# Klaus Buchner
Klaus Buchner (nascido em 6 de fevereiro de 1941) é um professor universitário, físico, e um MEP do Partido Ecológico Democrático (ÖDP) conservador verde. Ele representa o círculo eleitoral do Parlamento Europeu na Alemanha desde 2014. Ele faz parte do grupo Verdes-Aliança Livre Europeia no Parlamento Europeu.